# Eukoenenia trehai
Eukoenenia trehai är en spindeldjursart som beskrevs av Borner 1901. Eukoenenia trehai ingår i släktet Eukoenenia och familjen Eukoeneniidae. Inga underarter finns listade i Catalogue of Life.